# پاتریک همینگوی
پاتریک همینگوی (انگلیسی: Patrick Hemingway؛ زادهٔ ۲۸ ژوئن ۱۹۲۸) فرزند دوم ارنست همینگوی و اولین فرزند همینگوی از همسر دومش پائولین ماریا فایفر می‌باشد. در دوران کودکی او به‌طور مکرر با والدین خود مسافرت می‌کرد، سپس در دانشگاه هاروارد تحصیل کرد و در سال ۱۹۵۰ فارغ‌التحصیل شد، مدت کوتاهی پس از آن به آفریقای شرقی نقل مکان کرد و در تانزانیا ساکن شده و ۲۵ سال زندگی کرد.
پاتریک یک شکارچی حرفه ای بود. وی برای بیش از یک دهه یک مؤسسه سافاری را در اختیار داشت. در دهه ۱۹۶۰ وی توسط سازمان ملل متحد به عنوان مدرس در دانشکده مدیریت حیات وحش در تانزانیا منصوب شد. در دهه ۱۹۷۰ او به مونتانا نقل مکان کرد و در آنجا مالکیت معنوی املاک پدرش را بدست گرفت. او رمان منتشر نشده پدرش را که در مورد یک سافاری در دهه ۱۹۵۰ در آفریقا بود را ویرایش و آن را با عنوان حقیقت در اولین تابش منتشر کرد.